# 池の平温泉 (立科町)
池の平温泉（いけのたいらおんせん）は、長野県北佐久郡立科町（旧国信濃国）にある温泉。

## 泉質
- 単純温泉（弱アルカリ性低張性低温泉）

## 温泉街
通称、池の平温泉湯めぐりワールド。男女別の大浴場の他に混浴ゾーンがある（水着着用）。混浴ゾーンには大露天風呂、洞窟風呂、サウナ、檜風呂などがある。

## 歴史
源泉をボーリング開発し、1995年7月温泉湧出。

## アクセス
- 鉄道1 : 中央本線茅野駅前のバスターミナルより諏訪バスで約45分。路線は白樺湖、車山高原行き。
- 鉄道2 : 北陸新幹線佐久平駅前のバスターミナルより千曲バスで約1時間30分。路線は白樺湖線。